# Cheick Bathily
Cheick Oumar Bathily (10 ottobre 1982) è un calciatore maliano, portiere del CS Duguwolofila Koulikoro.

## Carriera

### Club
Ha giocato nella prima divisione maliana.

### Nazionale
Ha giocato un Mondiale Under-17 nel 1999; in seguito nel 2004 è stato il portiere titolare del Mali alle Olimpiadi di Atene 2004. In seguito ha giocato 3 partite in Nazionale, una delle quali nel 2006 valevole per le qualificazioni ai Mondiali di Germania 2006.

## Palmarès

### Club

#### Competizioni nazionali
- Campionato maliano: 3

Djoliba: 2004, 2008, 2009
- Coppa del Mali: 5

Djoliba: 2003, 2004, 2007, 2008, 2009
- Supercoppa del Mali: 2

Djoliba: 2008, 2013